# Железничка станица Печењевце
Железничка станица Печењевце је једна од станица на прузи Ниш-Прешево. Налази се у насељу Печењевце у граду Лесковцу. Пруга се наставља ка Винарцима у једном и Брестовцу у другом смеру. Железничка станица Печењевце састоји се из 3 колосека.